# Vatajanjärvi
Vatajanjärvi är en sjö i kommunen Parkano i landskapet Birkaland i Finland. Sjön ligger 137,3 meter över havet. Arean är 70 hektar och strandlinjen är 4,56 kilometer lång. Sjön  ingår i Kumo älvs huvudavrinningsområde.   Den ligger omkring 83 km nordväst om Tammerfors och omkring 240 km norr om Helsingfors. 